# Климково (Владимирская область)
Климково — деревня в Киржачском районе Владимирской области России, входит в состав Кипревского сельского поселения. 

## География
Деревня расположена на берегу реки Шорна в 15 км на северо-восток от центра поселения деревни Кипрево и в 26 км на северо-восток от райцентра города Киржач.

## История
В XIX — начале XX века деревня входила в состав Жердевской волости Покровского уезда, с 1926 года — в составе Киржачской волости Александровского уезда. В 1859 году в деревне числилось 26 дворов, в 1905 году — 50 дворов, в 1926 году — 68 дворов.
С 1929 года деревня являлась центром Климковского сельсовета Киржачского района, с 1940 года — в составе Афаносовского сельсовета, с 2005 года — в составе Кипревского сельского поселения.

## Население
| 1859 | 1905 | 1926 | 2002 | 2010 | 2021 |
| ---- | ---- | ---- | ---- | ---- | ---- |
| 169  | ↗196 | ↗349 | ↘17  | ↘8   | ↗12  |